# Isabelle Daniels
Isabelle Francis Daniels (Jakin, 31 luglio 1937 – Atlanta, 8 settembre 2017) è stata una velocista statunitense.

## Biografia
All'apice della carriera vinse la medaglia di bronzo nella staffetta 4×100 m ai Giochi olimpici di Melbourne 1956 e giunse al quarto nella gara individuale dei 100 metri.

## Palmarès
| Anno | Manifestazione      | Sede              | Evento      | Risultato | Prestazione | Note |
| ---- | ------------------- | ----------------- | ----------- | --------- | ----------- | ---- |
| 1955 | Giochi panamericani | Città del Messico | 60 m piani  | Argento   | 7"6         |      |
| 1955 | Giochi panamericani | Città del Messico | 4×100 m     | Oro       | 47"12       |      |
| 1956 | Giochi olimpici     | Melbourne         | 100 m piani | 4ª        | 11"8        |      |
| 1956 | Giochi olimpici     | Melbourne         | 4×100 m     | Bronzo    | 44"9        |      |
| 1959 | Giochi panamericani | Chicago           | 60 m piani  | Oro       | 7"4         |      |
| 1959 | Giochi panamericani | Chicago           | 200 m piani | Argento   | 24"8        |      |
| 1959 | Giochi panamericani | Chicago           | 4×100 m     | Oro       | 46"4        |      |